# Klimmuur

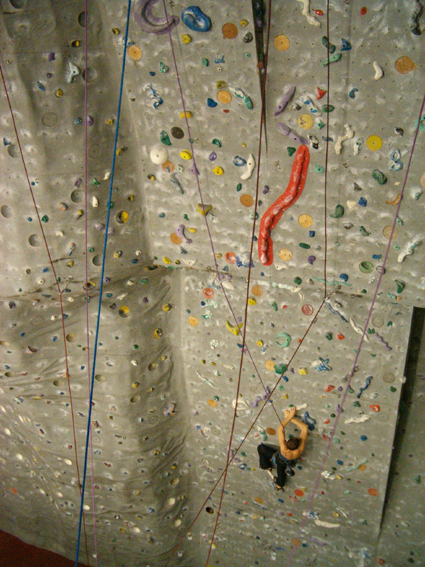
Zicht in een indoorklimzaal

Klimmuren zijn kunstmatige klimconstructies die buiten of in een klimzaal of klimhal zijn opgebouwd. Rotsklimmers bezien deze meestal als een oefenterrein, anderen als een specifiek volwaardig sportterrein. Een andere grote groep gebruikt dit recreatief. Scholen gebruiken indoorklimmen als onderdeel van de les lichamelijke opvoeding. 
Elke klimroute heeft een moeilijkheidsgraad. Deze wordt niet alleen bepaald door hoe steil de klimmuur is, maar ook door het soort toppen die er gebruikt zijn en door de afstand tussen de toppen. De moeilijkheidsgraad van een route wordt in gradaties weergegeven. Het risico op valletsel in deze zalen is klein doordat men meestal gezekerd in toprope klimt. In de blok- of boulderzalen zijn valmatten die bij een val voldoende dempen. De meeste opgelopen letsels bestaan uit oppervlakkige schuurwonden veroorzaakt door de meestal ruwe muurconstructie. Men kan het muuroppervlak vergelijken met schuurpapier. Verder komen vrij frequent kleine letsels voort uit het forceren van de kleine handspieren en pezen. Bij het competitief indoorklimmen is warming-up dan ook een must. Sommige klimmers maken thuis een oefenwand.  
Men kan kunstmatige klimconstructies in drie hoofdgroepen onderbrengen:
- Buitenconstructies (buitenklimmuren): dit kunnen speciaal opgetrokken constructies zijn waarop kan geklommen worden, soms zijn dit oude afgeschreven of niet meer gebruikte bouwwerken.
- Binnen-hoogte-klimzalen: dit kunnen gebouwen zijn die variëren van 6 tot 25 meter en meer hoog. In deze zalen wordt er met klimtouw beveiligd.
- Binnen-blok-klimzalen: dit zijn constructies met een kleinere hoogte, variërend van 1 tot een 5-tal meter hoogte. Het vallen wordt hier opgevangen door bijzondere dikke valmatten. Hier wordt indoor aan boulderen gedaan.

De hand- en voetgrepen kunnen bestaan uit onderdelen van de bouwconstructie al dan niet kunstmatig ingewerkt in de wand, meestal zijn het verwisselbare kunststofgrepen die met bouten in of op de muur worden bevestigd.

## Afbeeldingen

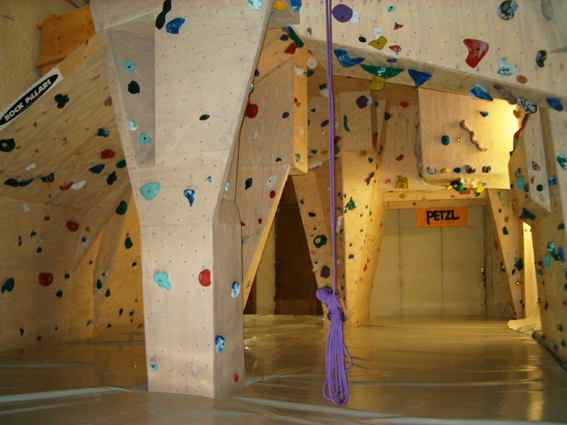
Binnen-blok-klimzaal
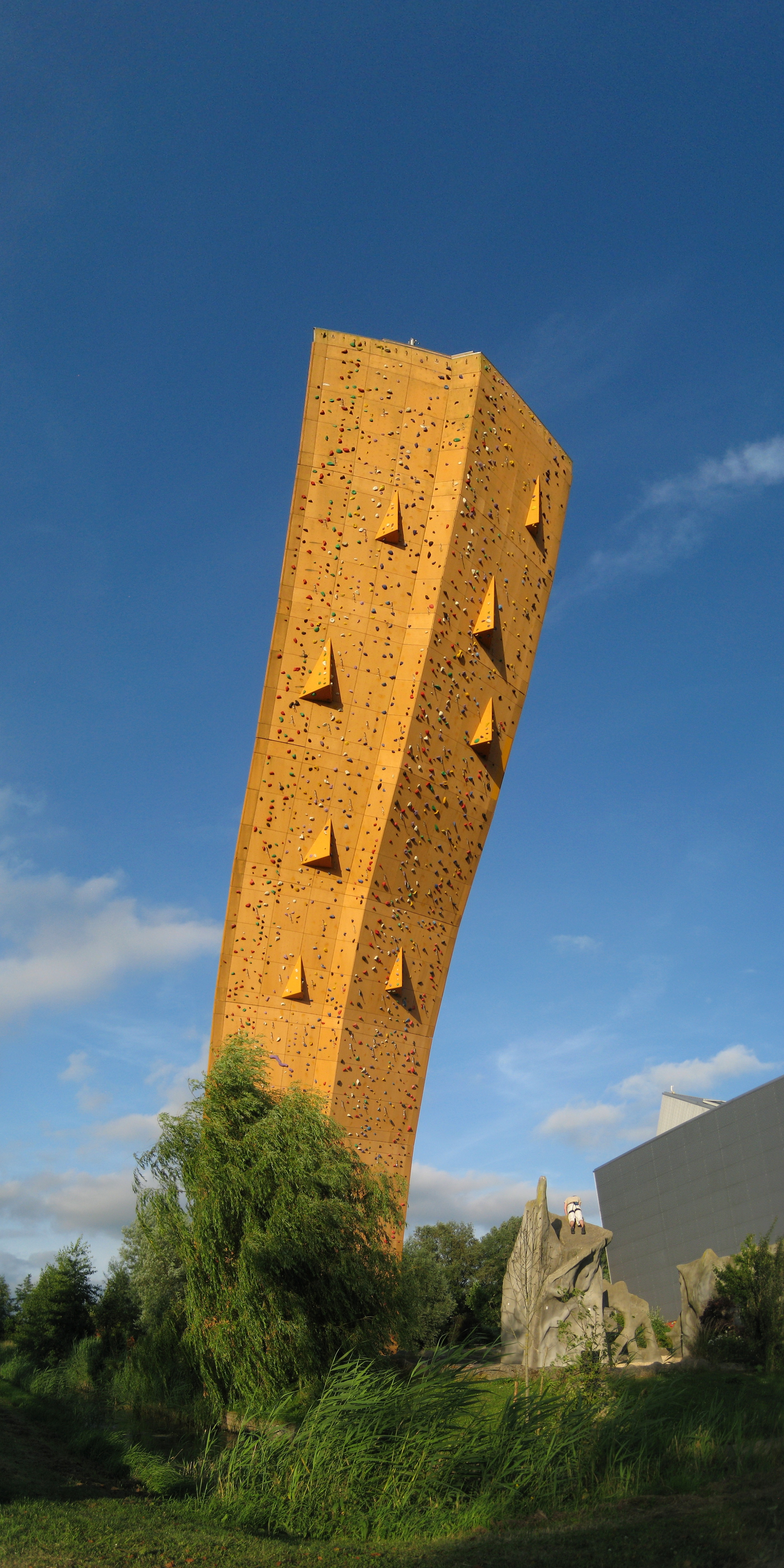
Buitenklimtoren in Groningen (2013)
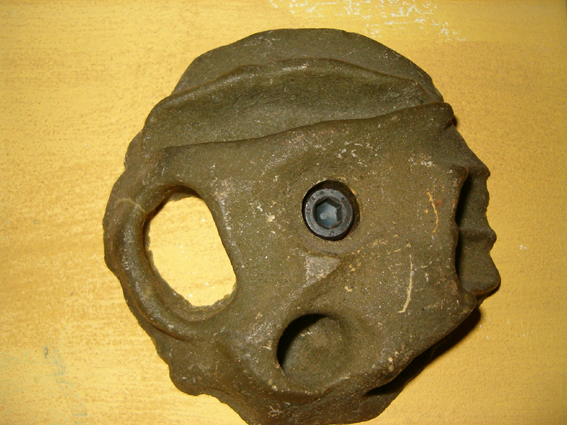
Klimgreep van kunststof